# Elf Aquitaine
Pour les articles homonymes, voir Elf.
Elf Aquitaine était une société française d'extraction pétrolière. 
L'entreprise est créée en 1966 à partir de la Société nationale des pétroles d'Aquitaine, et surnommée Elf-ERAP après la création de la marque Elf en avril 1967. D'abord publique, elle est privatisée en 1994 pour 33 milliards de francs. À la suite de démêlés politico-judiciaires, Elf est absorbée le 22 mars 2000 par le groupe Total pour former TotalFinaElf (TFE). 
La marque Elf est cependant toujours utilisée par TotalEnergies pour la commercialisation de lubrifiants, d'huiles moteur ou encore de carburants de compétition.

## Entités préexistantes
À la veille de la Seconde Guerre mondiale, vers 1937, la consommation française se monte aux environs de 5 millions de tonnes par an dont 40 % en provenance d'Irak. Le reste vient des États-Unis, du Venezuela et de Roumanie. Plusieurs sociétés ont donné naissance à Elf Aquitaine :
La RAP

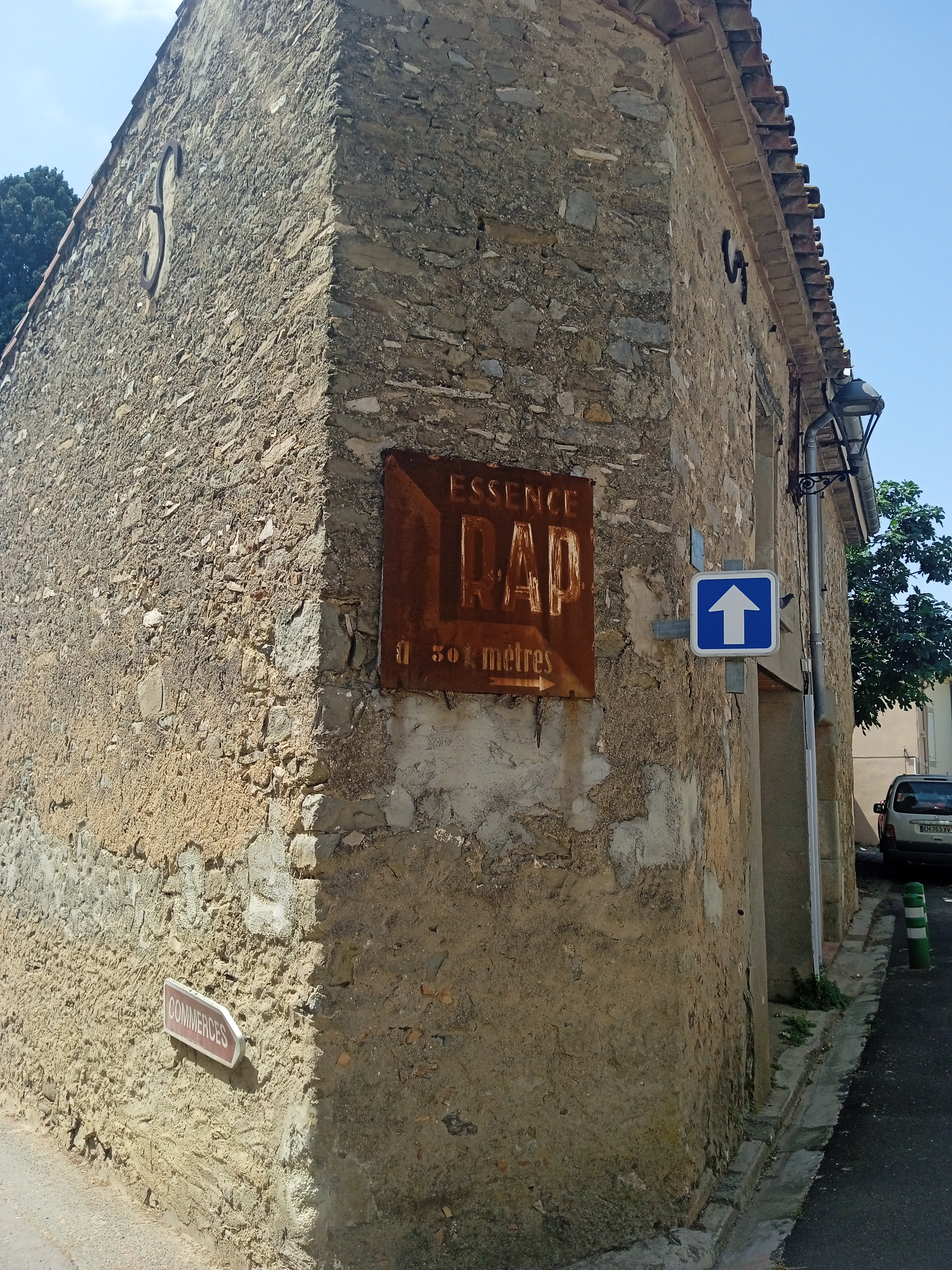
Ancien panneau des essences RAP situé à Sainte-Valière dans l'Aude.

À l'époque des grandes manœuvres géopolitiques autour du pétrole (années 1920-1930), des prospections sont menées en France métropolitaine. Entre 1920 et 1935, des permis de recherche sont distribués à grande échelle pour tous les départements, et surtout dans les Landes et les Pyrénées-Atlantiques. Les efforts d'investissements et de recherche révèlent que le sous-sol français contient peu de pétrole. Il est découvre néanmoins en 1939 un gisement de gaz naturel exploitable à Saint-Marcel-Paulel. Le 29 juillet 1939, grâce à cette découverte, est créée la Régie autonome des pétroles (RAP) pour exploiter le champ de gaz de Saint-Marcet dans la Haute-Garonne.
La SNPA
En 1940, en pleine guerre, la direction des carburants (DICA) est créée pour exercer la tutelle sur le secteur pétrolier. Avec cette création, la prospection est relancée, surtout dans le Sud-Ouest. Le 10 novembre 1941, afin de superviser toutes ces prospections, la Société nationale des pétroles d'Aquitaine (SNPA) est créée.
En 1951, la SNPA découvre un  gisement, d'abord de pétrole, puis de gaz, à Lacq (Pyrénées-Atlantiques). Ce gaz contient un grand pourcentage de soufre (15 %) et du gaz carbonique (10 %), le tout avec une pression d'éruption de 670 bars. Le pétrole est acheminé vers la raffinerie de La Mède pour être traité, tandis que le gaz est traité sur place. C'est ainsi que la région de Lacq devient une région gazière avec ses usines de séparation de soufre. Le soufre, considéré dans un premier temps comme un produit indésirable, devient par la suite une matière première valorisée, et une source de revenus.
Le BRP
Le Bureau de recherche de pétrole (BRP) est créé en 1945.
L'UGP
Jusque dans les années 1950, l'État français a réussi l'exploration-production par les découvertes au Sahara, mais le raffinage-distribution est toujours dans les mains des groupes étrangers tels que Shell, BP, Esso et Mobil. Tous ces groupes possèdent, en France, tous les outils indispensables aux fonctions raffinage-distribution depuis les oléoducs, les raffineries jusqu'aux réseaux de distribution. La loi du 30 mars 1928 permet au gouvernement français d'obliger les compagnies étrangères à raffiner et à distribuer en priorité du pétrole produit en France, loi qui permet au BRP de créer une entreprise publique de raffinage et de distribution[réf. souhaitée]. Cette nouvelle société, l'Union générale des pétroles (UGP) est née de la réunion de la SN REPAL, de la RAP et du Groupement des exploitants pétroliers (GEP), chacune détenant un tiers du capital.
Le Groupement des exploitants pétroliers (GEP), créé en juin 1960, est lui-même constitué par :
- la SNPA, Société nationale des pétroles d'Aquitaine, 40 % ;
- la SPAEF, Société des Pétroles d'Afrique-Équatoriale Française, 40 % ;
- la CEP, Compagnie d'Exploration Pétrolière, 15 % ;
- la PREPA, Société de Prospection et d'Exploitation Pétrolière en Alsace, 5 %.

La SN REPAL apporte les actifs qu'elle possède dans Caltex, California & Texas Oil Company, par le biais de l'Union industrielle des pétroles (UIP), dont le siège était à la place Vendôme à Paris à l'époque et dont le capital est 60 % pour l'UGP et 40 % pour Caltex.
Avec Caltex, l'UGP hérite d'une vieille raffinerie à Ambès (Gironde) dont la capacité de traitement est 1,3 million de tonnes par an, 1 385 points de vente routiers, 183 stations-service officielles, 4 navires pétroliers de 67 500 dwt (dead weight tons) au total et une petite participation dans le futur oléoduc SPLSE (Société du PipeLine du Sud Européen[réf. souhaitée]).
La SNPA apporte également son petit réseau départemental de distribution.
Cependant, la vieille raffinerie d'Ambès n'est pas suffisante pour que l'UGP se développe ; la quantité du pétrole « orphelin »[Quoi ?] est 14 millions de tonnes par an et la capacité de traitement de la raffinerie d'Ambès est seulement 1,3 million de tonnes par an. Aussi en 1961, l'UGP projette de construire une raffinerie, aussi moderne que possible, dans la région lyonnaise.
En 1964, la raffinerie de Feyzin démarre avec une capacité de distillation de 6 000 tonnes par jour. Cette unité est conçue, au départ, pour le traitement du mélange Saharien[réf. nécessaire]. C'est, à l'époque, l'une des raffineries les plus modernes d'Europe. Par la suite, le complexe de Feyzin s'agrandit avec deux unités de distillation directes, et se dote d'une unité de craquage à la vapeur avec une production de 280 000 tonnes par an d'éthylène afin de fournir l'éthylène, le propylène et le butadiène, bases dans la fabrication des matières plastiques et d'autres dérivés.

Le pétrole brut et les raffineries en France

Progressivement, l'UGP s'enrichit de nouvelles installations dans d'autres régions de France, d'Europe et du reste du monde, soit par participation, soit par location, soit par construction :
- Raffinerie de Reichstett (participation 10 %) ;
- Raffinerie d'Albatros à Anvers (Belgique) louée à façonnage pour le traitement de 800 000 t/an ;
- Raffinerie de Klarenthal (participation) ;
- Raffinerie de Spire (construite en 1963, Allemagne) ;
- Raffinerie de Dakar (Sénégal, participation) ;
- Raffinerie de Cagliari (Sardaigne, en location) ;
- Raffinerie de Madagascar ;
- Raffinerie de Sihanoukville (Cambodge, construction 1967-1969) ;
- Raffinerie de Grandpuits (construction, mise en huile en juin 1967) ;
- Raffinerie de Gargenville (Vexin, construction, mise en service en avril 1968) ;

Après l'absorption d'Antar en 1970 (41 % pour Elf, 24 % pour la CFP et ses associés), d'autres raffineries viennent étoffer les moyens de raffinage du groupe :
- Raffinerie de Herrlisheim ;
- Raffinerie de Hauconcourt ;
- Raffinerie de Valenciennes[réf. souhaitée] ;
- Raffinerie de Vern sur Seiche[réf. souhaitée] ;
- Raffinerie de Donges.

En tout, à la fin des années 1970, l'UGP a dans son modèle de programme linéaire 22 raffineries générant 2 500 contraintes et 3 550 variables[Quoi ?].
L'UGD
Depuis sa création en 1960, l'Union générale de distribution (UGD) a acquis la plupart des petites sociétés de distribution telles que :
- La Mure Union, avec la marque la Mure ;
- Solydit Union, qui utilise la marque Avia ;
- Essences et carburants de France, qui vend aussi sous la marqua Avia ;
- La Compagnie française de produits pétrolifères (CFPP), avec la marque Caltex (CALifornia oil - TEXaco), à l'origine filiale de Texaco (dont elle a conservé le logo, une étoile rouge à cinq branches) et de California Oil.

## Histoire

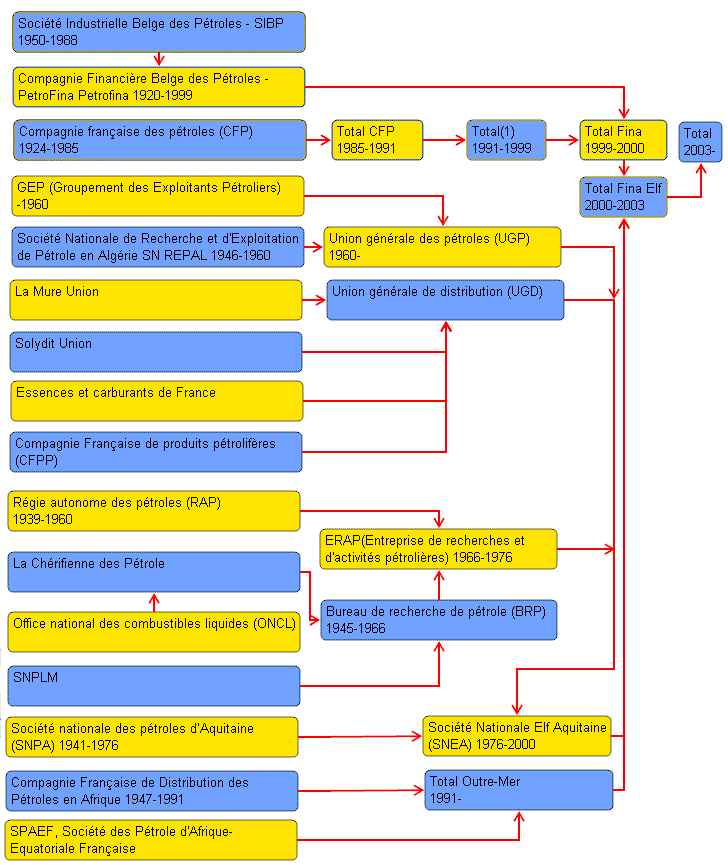
Schéma des acquisitions et fusions liées jusqu'à la fusion au sein de TotalEnergies.

### Naissance du groupe
La gestion de plusieurs marques sans lien évident (Avia, Caltex, Solydit, ButaFrance, ButaLacq) est complexe et leurs publicités séparées multiplient les dépenses inutiles. Il est décidé donc de les regrouper sous une bannière unique, et de lancer celle-ci par une campagne forte. Ce projet débute en 1962.
En 1965, la BRP et la RAP fusionnent en 1965 pour donner naissance à l’Entreprise de recherches et d'activités pétrolières (ERAP). Cet Établissement public à caractère industriel et commercial filialise en 1966, l'UGD et l'UGP, et ainsi par cette dernière la SNPA. Celle-ci (surnommée Elf-ERAP de 1967 à 1976) devient la Société nationale Elf Aquitaine (SNEA) le 1er septembre 1976. 
La direction est donnée Pierre Guillaumat, précédemment directeur des Carburants au ministère de l’Industrie de 1944 à 1951 cumulant cette fonction avec celle de directeur du BRP de 1945 à 1959, puis de 1962 à 1966 de l'UGP puis de l'ERAP.
La concurrence a déjà alors renouvelé ses slogans publicitaires au début des années 1960 : « C'est Shell que j'aime », « Mettez un tigre dans votre moteur » (Esso). Total, quant à elle, innove en ouvrant ses stations la nuit. Seule Antar n'a rien fait et ne joue que sur la qualité technique de ses lubrifiants. Caltex a pour sa part joué la carte des jeunes en organisant des concours de plage et en distribuant les portraits de chanteurs de l'époque dans ses stations.
La marque Elf est créée le 27 avril 1967,. L'ERAP, organisme de tutelle de l'UGP et l'UGD, cherche tout d'abord un nom de marque simple, facile à prononcer et en même temps évocateur. Il est testé un temps le nom provisoire « Elan »[réf. souhaitée], puis, dans l'été 1964, l'ordinateur du groupe recense 8 253 000 combinaisons possibles de 3, 4 et 5 lettres. En décembre 1965, cinq noms restent en lice : « Ritm », « Alzan », « Elf », « Elfe » et « Elan ».
Le choix se porte sur « Elf », nom simple, bref, facile à prononcer et à retenir. Selon certaines sources[Lesquelles ?], le nom « Elf » signifierait « Essences et lubrifiants de France », or l'entreprise n'a jamais été mentionnée sous cette appellation sur aucun document officiel de la marque. En réalité « Elf » est un mot inventé et non un acronyme, il n'a donc pas de signification propre[réf. souhaitée].
Un nom ne suffit pas pour représenter une marque ; celle-ci gagne à posséder un logo. Les études graphiques successives aboutirent au trépan stylisé avec un côté bleu et l'autre rouge avec au milieu la couleur blanche, formant un rappel du drapeau français — logo qui n'apparaîtra finalement qu'à partir de 1991 — mais un graphiste de l'équipe, Jean-Roger Riou, probablement inspiré par le travail de Raymond Loewy pour les cigarettes Lucky Strike, imagine un autre élément visuel : un disque rouge, qui servira de "signal optique" à chaque station service. Placé sur la façade, parfois du sol jusqu'au toit, il permettra aux stations Elf d'être reconnues immédiatement, et de loin.

#### Le lancement
Le travail de préparation pour l'unification est terminé en octobre 1966. À partir de cette date, une équipe se met en place pour le remplacement des marques anciennes par la nouvelle. La tâche est énorme car il faut :
- transformer 4 500 points de vente (dont tout le réseau Caltex) en une nuit ;
- informer le personnel en gardant cependant un secret total jusqu'au « jour J ».

Dès janvier 1967, les tâches sérieuses se précisent : des essais d'éclairage et de signalisation nocturnes ont lieu discrètement autour d'une ferme isolée ; quatre jours après, il est laissé entendre qu'une station-service au bord d'une route nationale est en fait un décor de cinéma pour un film avec Mireille Darc.
La tâche la plus importante se trouve à l'intérieur du groupe : informer le personnel, le mobiliser et le souder autour de la nouvelle marque. Il faut pour cela mobiliser 12 000 personnes, les informer, et dans certains cas les former.
Une campagne d'affichage va marquer les esprits et exciter la curiosité de chacun : « Les ronds rouges arrivent... ». Cette campagne ne laisse alors rien filtrer du type de produit en préparation. La naissance d'Elf a lieu le 27 avril 1967 à 18 heures. À cette heure, toute la presse est invitée pour le lancement officiel[réf. souhaitée]. 
Toute la nuit, tous les cadres, techniciens et employés du groupe sont mobilisés, chacun affecté à une station-service déterminée, pour enlever les anciennes marques et les remplacer par la nouvelle. Ce travail doit être terminé dès l'aube afin d'être coordonné avec la sortie des journaux du matin, informés la veille. La tenue des pompistes Elf, avec nœud papillon rouge et casquette assortie, est pour sa part très remarquée et contribue à donner à la marque un premier capital de sympathie.
L'UGP devient alors Elf Union et l'UGD Elf Distribution : Elf France est né.
En 1976, le groupe connaît une nouvelle fusion, critiquée dans la presse et l'administration, à l'occasion d'une offre publique d'échange sur le capital restant en Bourse du groupe de raffinage pétrolier Antar, dont les modalités sont jugées peu conformes au droit boursier : Le Monde du 9 mars 1976 publie un article de Philippe Simonnot, titré "L'État voudra-t-il et pourra-t-il contrôler le nouveau groupe pétrolier Elf-Aquitaine ?", évoquant les problèmes que pose a l'État, actionnaire la fusion Elf-Aquitaine,. L'auteur, Philippe Simonnot, cite de larges extraits d'une note de  Gaston Ramel, chef de la mission de contrôle des entreprises pétrolières  et le ministre de tutelle Jean-Pierre Fourcade porte plainte contre Le Monde pour vol de documents en estimant que ces informations ont déclenché des mouvements boursiers indésirables, ce qui est contesté par Le Monde. Le directeur du journal Jacques Fauvet demande ensuite au journaliste une démission qu'il refuse, ce qui fait que son licenciement lui est notifié le 1er avril 1976, malgré la contestation de cette sanction au sein du journal et au Parti socialiste. L'offre publique d'échange d'ERAP sur les actions Antar propose en avril 1976 d'échanger trois actions Antar contre une obligation ERAP puis contre des actions Société nationale des pétroles d'Aquitaine (SNPA) à compter du 1er juillet 1978. La parité d'échange fait ressortir pour l'action Antar un prix de 70 francs alors que le dernier cours coté était de 49 francs soit une prime de 45%.

### Elf et la Françafrique
Selon François-Xavier Verschave, Elf résulte en fait d’une volonté politique du général de Gaulle, destinée à assurer la « grandeur » de la France en Afrique malgré la décolonisation, et à maintenir un accès français à cette ressource stratégique qu’est le pétrole.
Elf est alors une entreprise dirigée majoritairement par l’État (elle le restera jusqu’à son rachat-fusion par Total-Fina), et de Gaulle nomme à sa tête son ancien ministre des armées Pierre Guillaumat, qui fut l’un des fondateurs de la Direction générale des services spéciaux (DGSS). Celui-ci contribue à faire de la compagnie une « agence de renseignement », selon les termes mêmes de l’un de ses successeurs : « il ne se passe rien dans les pays pétroliers, en particulier en Afrique, dont l’origine ne soit pas Elf ».
Elf est considérée comme une pièce maitresse des pratiques néocoloniales françaises en Afrique : trafic d'influence, corruption, violence, manipulations politiques, etc.
L'affaire Elf a en partie dévoilé cet aspect dérangeant du groupe pétrolier : en témoignent le livre de la magistrate Eva Joly, qui a instruit le dossier, et la pièce de théâtre documentaire « Elf, la pompe Afrique » de Nicolas Lambert, qui reproduit le procès auquel a assisté l’auteur-interprète.
La dénonciation de cette sorte de « diplomatie parallèle » dite de la « Françafrique » est également un cheval de bataille de l'association Survie. Les travaux de cette association prétendent démontrer un pillage des ressources naturelles et un détournement de l’Aide publique au développement (APD) française, responsables des maux qui minent l’Afrique. La société Elf Aquitaine s'y trouve particulièrement montrée du doigt.

### Implication dans le sport automobile

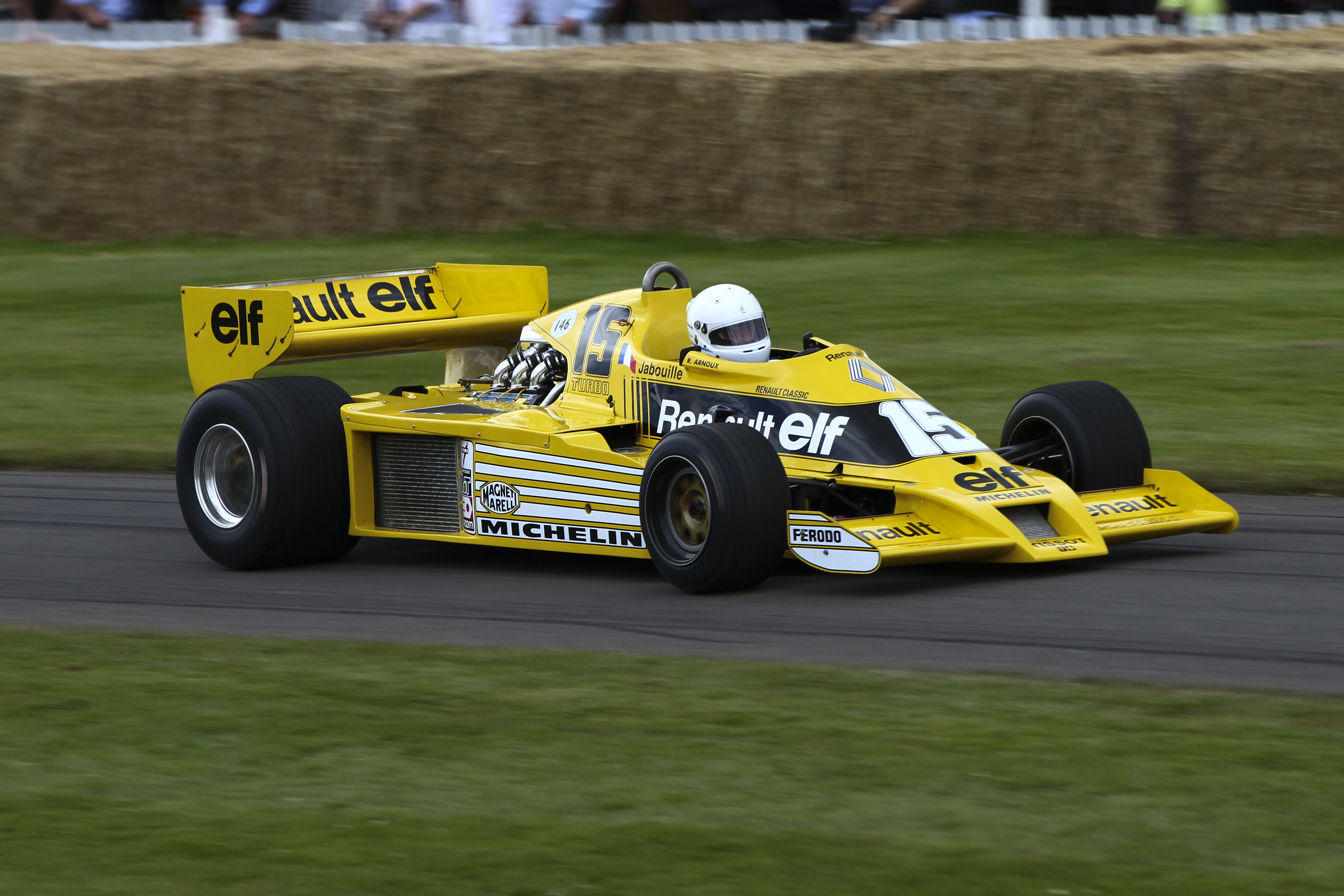
La Renault RS01 engagée aux championnat du monde de Formule 1 1977, 1978 et 1979.

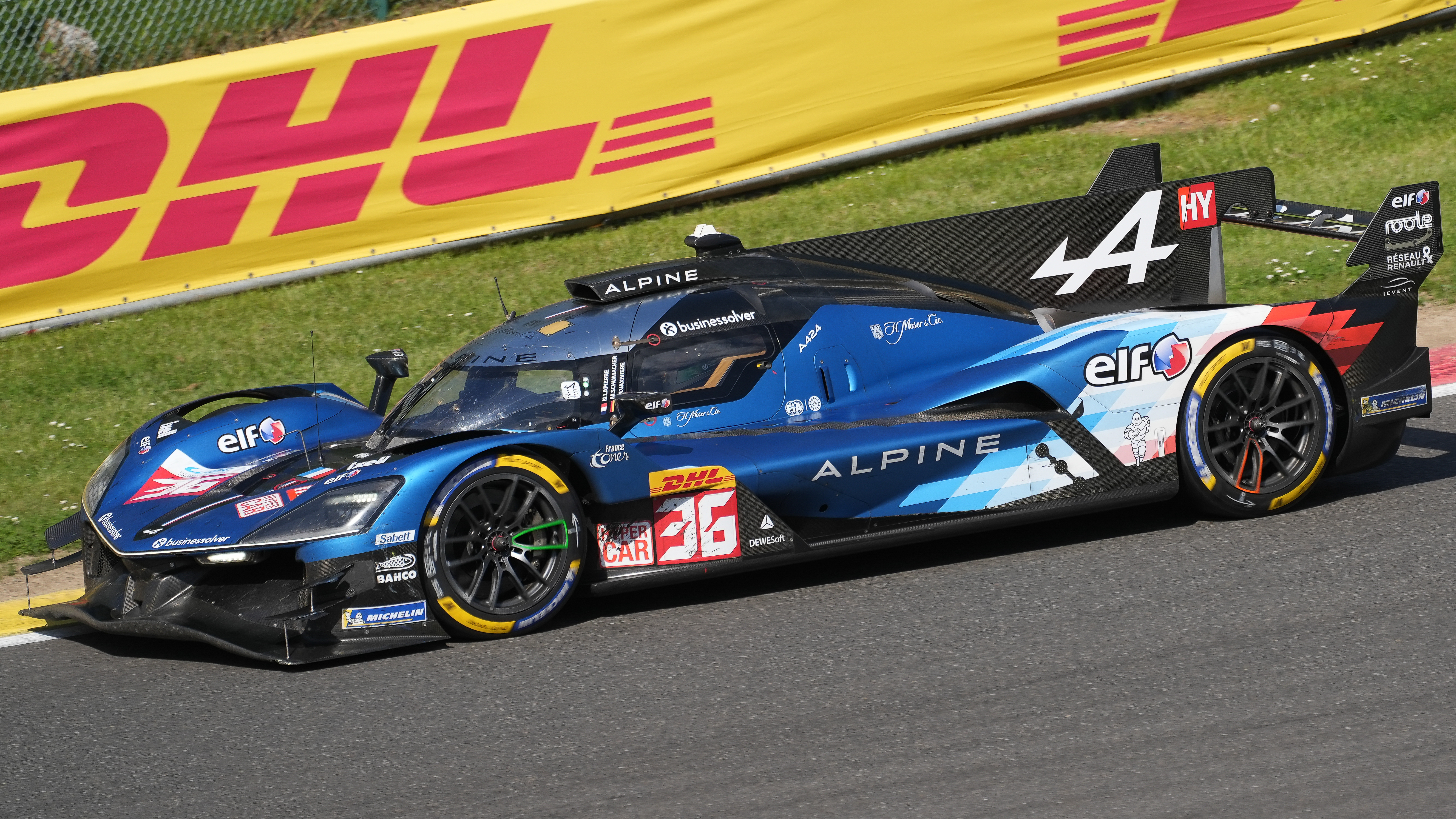
L'Alpine A424 aux 6h de Spa 2024.

En 1967, le groupe s'associe à Matra Sports pour la compétition automobile. En 1969, le pilote britannique Jackie Stewart remporte le championnat du monde de Formule 1 sous les couleurs de l'écurie Elf-Matra. Des années 1970 aux années 1990 le groupe Elf est un contributeur au développement du sport automobile et plus particulièrement de la Formule 1 en France[réf. nécessaire].
Dès avril 1972, les responsables de Renault et Elf demandent aux ingénieurs de Renault-Gordini de mettre au point un moteur pour la compétition afin de décrocher la victoire aux 24 Heures du Mans. La mise au point de ce prototype donne l'idée d'en concevoir un pour la Formule 1. Fort de ses succès en rallye et en endurance, Alpine développe alors avec Gordini pour Renault la toute première monoplace de Formule 1 du constructeur français en 1976. Avant de faire son entrée en Formule 1, François Guiter, à la tête du service compétition de Elf, parvient à convaincre Pierre Dreyfus, alors PDG de Renault, d’engager le groupe français en tant que motoriste en Formule 2. En 1976, Jean-Pierre Jabouille devient champion d’Europe de Formule 2 au volant de la Elf 2, conçue par André de Cortanze, François Castaing et Jean-Pierre Boudy, avec l’équipe suisse Elf-Switzerland.
Par la suite, la participation de Renault en F1 en 1977 s’inscrit dans la volonté des dirigeants du groupe de démontrer le savoir-faire technologique de la marque au losange et de s’internationaliser afin de conquérir de nouveaux marchés. Son partenaire Elf, quant à lui, souhaite faire de même dans le secteur des carburants tandis que le fabricant de pneumatiques français Michelin veut introduire ses pneumatiques à carcasse radiale en Formule 1. Jusqu'en 1985, l'écurie portera officiellement le nom de Équipe Renault Elf.

### Elf jusqu'à nos jours

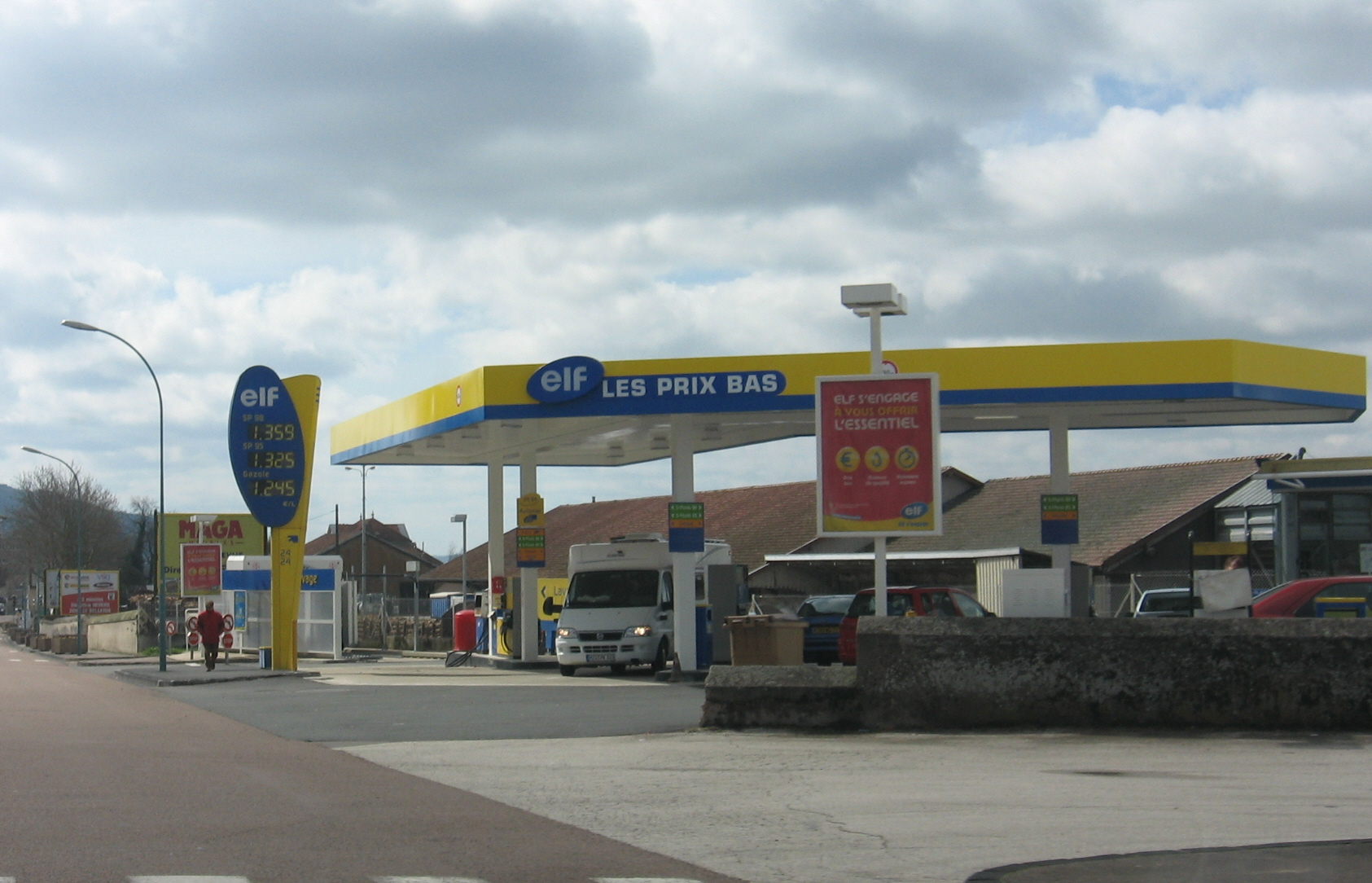
Station-service Elf, Côte-d'Or, mars 2008.

En 1975, Elf est victime d'une escroquerie lors de l'affaire des Avions renifleurs. Une autre affaire politico-financière, l'affaire Dumas, se déroule au début des années 1990, impliquant ses dirigeants Loïk Le Floch-Prigent et Alfred Sirven dans lequel une partie de l’argent détourné aurait profité à Christine Deviers-Joncour, la maîtresse du ministre des Affaires étrangères de l’époque, Roland Dumas.
En juillet 1999, alors qu'elle s'apprête à faire une offre publique d'achat (OPA) sur Total, Elf subit les contrecoups boursiers produits par l'enquête de la juge d'instruction Eva Joly.
Le 22 mars 2000, son concurrent national historique Total (devenu TotalFina) acquiert Elf Aquitaine, le nouveau groupe prend alors le nom de TotalFinaElf (TFE). Il double quasiment son effectif, ses capacités de production ainsi que son chiffre d'affaires.
En 2009, la marque existe toujours, bien que de nombreuses enseignes Elf aient été renommées Total. En France l'enseigne Elf était toujours présente, aussi bien en lubrifiants qu'en stations services (stations Elf jaunes et bleues). Cependant ces dernières devaient disparaître à la suite de la décision de Total de regrouper ses stations à prix bas sous le nom Total Access[réf. souhaitée]. Elf ne subsistera plus qu'en marque de lubrifiants.
En 2011, les stations services discount Elf sont remplacées par le réseau Total Access de stations à bas prix. 
En 2012, le logo d'Elf présent depuis 1977 sur les côtés de l'arrière du capot moteur des Formule 1 de l'écurie Renault disparaît définitivement des monoplaces motorisées par Renault Sport F1 pour laisser la place à la maison mère Total. 
La marque reste très présente dans le domaine de la compétition, en sponsorisant de nombreuses compétitions et équipes, à l'image de l'écurie Alpine Endurance Team, officiellement dénommée Alpine Elf Matmut, en championnat du monde d'endurance.

## Direction d'Elf Aquitaine
- Pierre Guillaumat : 1966-1977
- Albin Chalandon : 1977-1983
- Michel Pecqueur : 1983-1989
- Loïk Le Floch-Prigent : 1989-1993
- Philippe Jaffré : 1993-1999

## Identité visuelle
Dès ses débuts, la communication du groupe cherche à associer le carburant Elf à des symboles de modernité : avion Concorde ou l'aérotrain symbolisant l'avenir du transport. Elf s'affirme par ailleurs, indépendamment de ces opérations « grand public », parmi les grands groupes pétroliers.

Logos d'Elf Aquitaine
Logo 1966-1990[20]
Logo 1991-2004
Logo 2004-2012

## Recherche
Jean Morlet est un des principaux inventeurs des ondelettes qu'il étudie pour résoudre des problèmes de traitement des signaux pour la prospection pétrolière en étant ingénieur de recherche chez Elf.

## Locaux
Elf s'installe au numéro 7 de la rue Nélaton, dans le 15e arrondissement de Paris, dans des bâtiments neufs construits sur l'emplacement du Vélodrome d'hiver, et cela jusqu'en 1985 (où le siège part à La Défense). Ces locaux seront ensuite utilisés par le ministère de l'intérieur pour installer une direction administrative (DAPN) et la direction de la surveillance du territoire (DST).